# Воловик Олександр Ігорович
Олександр Ігорович Воловик (нар. 28 жовтня 1985, Красилів, Хмельницька область) — український футболіст, захисник клубу «Поділля» (Хмельницький). Може грати на позиції півзахисника. Майстер спорту України (2012).

## Клубна кар'єра
Вихованець хмельницького футболу, у ДЮФЛ грав за місцеві ДЮСШ-1 та юнацьку школу клубу «Поділля». Перший тренер — Юрій Юрійович Богач. Професійну футбольну кар'єру розпочав 2003 року у команді «Красилів-Оболонь», яка виступала у першій лізі чемпіонату України та вже за рік об'єдналася з хмельницьким «Поділлям».
2006 року перейшов до донецького «Металурга», у складі якого дебютував у вищій лізі української першості 4 березня 2007 року. Першу половину сезону 2007—2008 провів в оренді у алчевській «Сталі», у складі якої провів 18 ігор та продемонстрував досить високу результативність, відзначившись 5 забитими голами. З початку сезону 2009—2010 постійно отримує місце у стартовому складі донецького «Металурга».
10 червня 2013 року Олександр Воловик підписав контракт з донецьким «Шахтарем». Відігравши два сезона в складі «Шахтаря», 20 серпня 2015 року на правах оренди він перейшов в бельгійський клуб «Ауд-Хеверле Левен».
20 лютого 2017 року переїхав до Казахстану, ставши гравцем місцевого «Актобе».

## Досягнення
- Чемпіон України (1): 2013/14
- Фіналіст Кубка України (1): 2011/12
- Звання майстра спорту України: 2012[6].